# نهر كوماتي
نهر كوماتي (بالإنجليزية: Komati River) (كما يعرف أيضاً باسم نهر إنكوماتي) هو نهر في جنوب القارة الإفريقية، يمر في جنوب إفريقيا وإسواتيني وموزمبيق.
ينبع النهر من جنوب غربي إسواتيني، ويصب في المحيط الهندي، ويبلغ طوله 480 كم، وتبلغ مساحة حوض التصريف 50 ألف كيلومتر مربع؛ في حين يبلغ معدل التصريف السنوي عند المصب 111 م3 في الثانية.
تشتق تسمية كوماتي من لفظ إنكوماتي والذي يعني بقرة في لغة سوازي.